# Holconia
Genre
Synonymes
- Voconia Thorell, 1870 nec Stål, 1865

Holconia est un genre d'araignées aranéomorphes de la famille des Sparassidae.

## Distribution
Les espèces de ce genre sont endémiques d'Australie. Le genre Holconia se rencontre sur l'ensemble du territoire; toutefois, il est plus largement répandu sur la côte est, dans les états du Queensland, La Nouvelle-Galles du Sud et Le Victoria.

## Description
Cette famille est très fréquemment relatée sur les réseaux sociaux, étant donné leur vitesse et les tailles impressionnantes que certaines espèces peuvent atteindre à l'âge adulte (certaines espèces peuvent atteindre une envergure de 20 cm, notamment l'espèce Holconia immanis). Bien que leur morphologie atypique puisse paraître effrayante, notamment dû à l'implantation latérigrade des pattes, elles sont généralement inoffensives pour l'être humain et préfèrent systématiquement la fuite lorsqu'elles sont dérangées.
Bien qu'elles puissent infliger une morsure douloureuse, les cas restent rares. La femelle est très maternelle et protège activement son cocon.
La majorité des espèces ont une coloration variant généralement du brun clair au gris, avec des motifs sombres sur le céphalothorax et l'abdomen qui les aident à se camoufler dans leur environnement, comme sur les troncs d'arbres ou les pierres.
Certaines espèces du genre Holconia se rencontrent souvent dans les maisons, où elles cherchent de la nourriture (insectes, petits lézards), notamment durant la nuit où elles sont le plus actives.
Comme les autres Sparassidae, elles ne tissent pas de toiles pour capturer leurs proies. Leur soie est presque exclusivement dévolue à la création d'un cocon ou d'un fil de sécurité. Elles chassent de manière active en courant rapidement, même sur des surfaces lisses. Les espèces du genre Holconia jouent un rôle important dans le contrôle des populations d'insectes. Elles sont d'ailleurs souvent considérées comme des alliées précieux dans les habitations, en chassant les nuisibles comme les cafards et les moustiques.
Les araignées du genre Holconia sont communément appelées "huntsman spiders" en Australie.

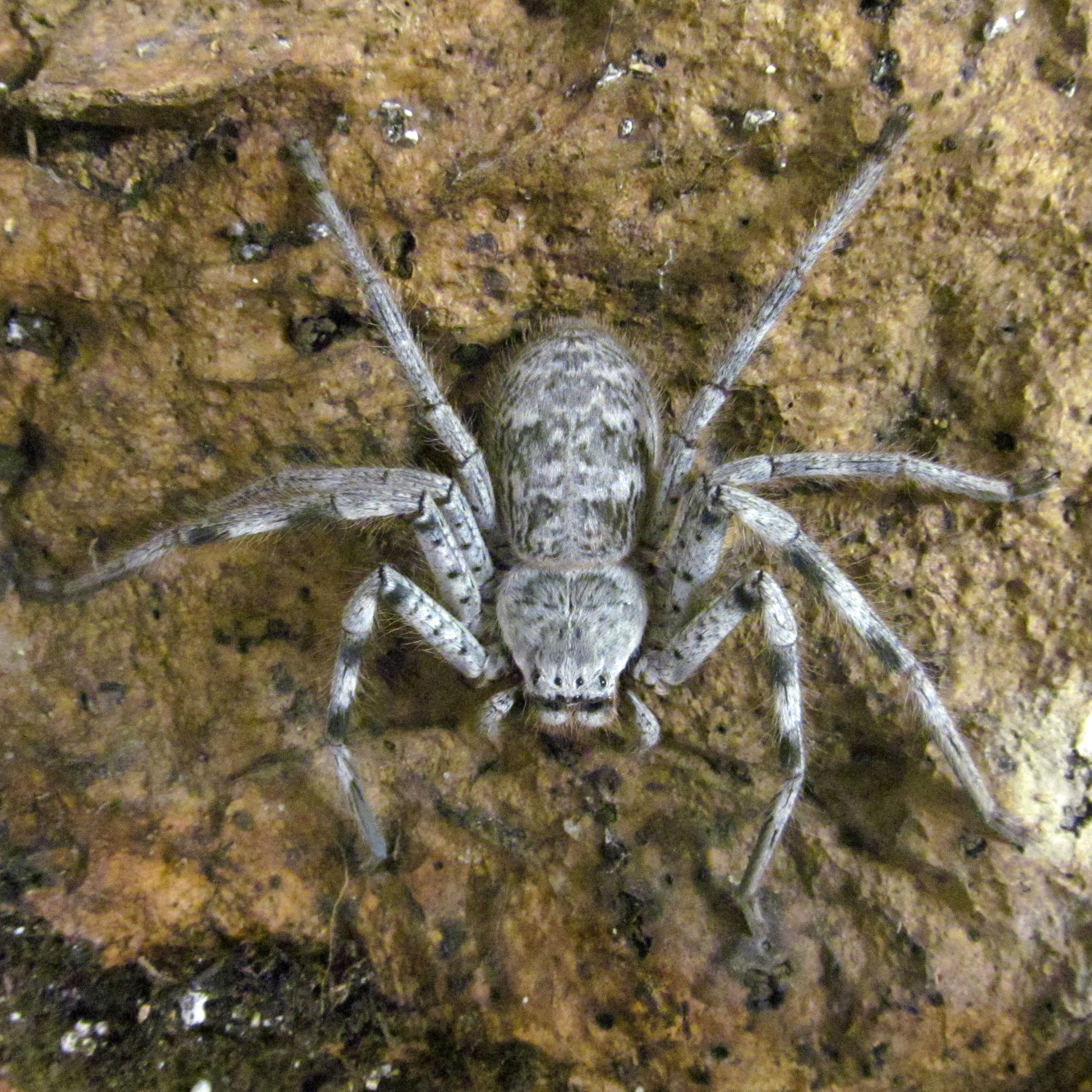
Holconia hirsuta

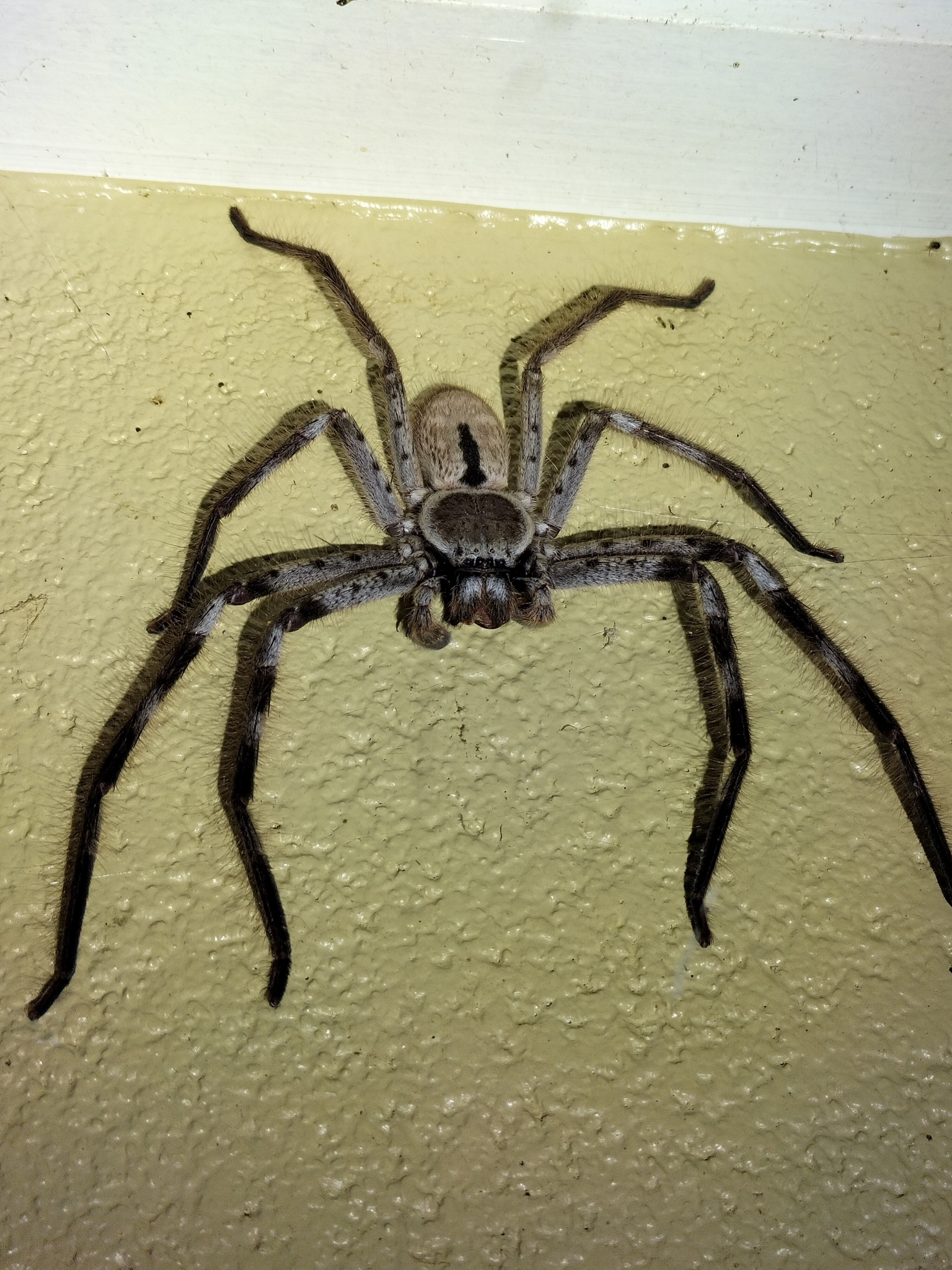
Holconia immanis, souvent considérée comme la plus grande araignée australienne avec Typostola barbata.

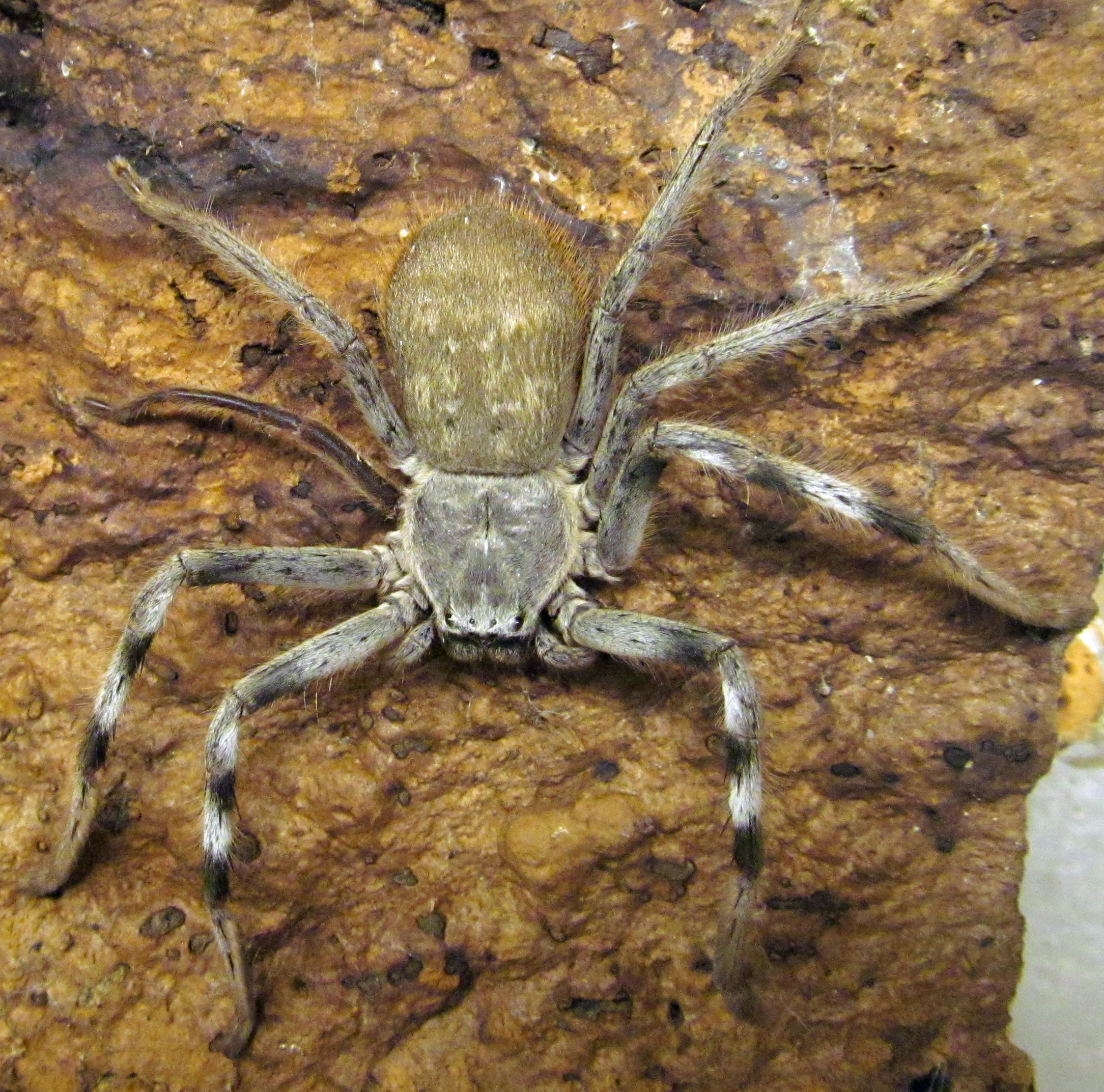
Holconia nigrigularis.

## Liste des espèces
Selon World Spider Catalog (version 17.5, 19/01/2017) :
- Holconia colberti Hirst, 1991
- Holconia flindersi Hirst, 1991
- Holconia hirsuta (L. Koch, 1875)
- Holconia immanis (L. Koch, 1867)
- Holconia insignis (Thorell, 1870)
- Holconia murrayensis Hirst, 1991
- Holconia neglecta Hirst, 1991
- Holconia nigrigularis (Simon, 1908)
- Holconia westralia Hirst, 1991

## Publications originales
- Thorell, 1877 : Studi sui Ragni Malesi e Papuani. I. Ragni di Selebes raccolti nel 1874 dal Dott. O. Beccari. Annali del Museo Civico di Storia Naturale di Genova, vol. 10, p. 341-637  (texte intégral).
- Thorell, 1870 : Araneae nonnullae Novae Hollandie, descriptae. Öfversigt af Königlich Vetenskaps - Akademiens Förhandlingar, vol. 27, p. 367-389.